# یوکوما
یوکوما (به انگلیسی: Ukuma (Cuma)) شهری در استان هوامبو واقع در کشور آنگولا است که در سال ۲۰۰۹ میلادی ۱۱٬۵۳۳ نفر جمعیت داشته است.